# Wiktoryn (Warszawa)
Wiktoryn – warszawskie osiedle leżące w dzielnicy Włochy.

## Historia
W XIX wieku miejscowość znana również pod nazwą Wiktorya. W 1932 roku wzdłuż jej granic przeprowadzono rozgałęzienie Elektrycznej Kolei Dojazdowej (EKD) do Włoch. W XIX wieku miejscowość ta należała do gminy Pruszków. Od 1945 roku stała się częścią Okęcia. W 1951 roku Okęcie włączono do granic Warszawy. Następnie Wiktoryn znalazł się w obrębie Ochoty i wchodził w jej skład do 1994 roku. Obecnie leży w granicach dzielnicy Włochy.